# Veronica lanosa
Veronica lanosa är en grobladsväxtart som beskrevs av John Forbes Royle och George Bentham. Veronica lanosa ingår i släktet veronikor, och familjen grobladsväxter. Inga underarter finns listade i Catalogue of Life.